# Gustav Diessl
Gustav Diessl, född 30 december 1899 i Wien, Österrike-Ungern, död 20 mars 1948 i samma stad, var en österrikisk skådespelare. Han medverkade i 64 filmer under åren 1921-1949 (den sista postumt).

## Filmografi, urval
- 1929 – Pandoras ask
- 1930 – Västfronten 1918
- 1933 – Dr. Mabuses testamente
- 1936 – En kvinnas hemlighet
- 1944 – En kvinnas brott
- 1945 – Brinnande hjärtan